# Alberswil
Alberswil är en ort och kommun i distriktet Willisau i kantonen Luzern, Schweiz. Kommunen har 728 invånare (2023).